# 창어 1호

2007년 10월 24일 중국 최초의 달 탐사선 창어 1호가 창정 3A 로켓에 의해 발사되었다.

창어 1호(상아 1호, 중국어: 嫦娥一号, 병음: Cháng'é Yī Hào)는 2007년 10월 24일 오후 6시 5분(현지시간) 쓰촨성 시창 위성발사센터에서 발사된 중화인민공화국의 달 탐사선이다. "창어"라는 이름은 중국 신화에 나오는 달의 여신인 상아(항아)의 이름에서 온 것이다. 2년 동안 제작하였으며, 예산 초과로 백업용 위성을 만들지는 못했다.
2007년 11월 7일 달 궤도 진입에 성공하여 달 표면 200 km 상공에서 평균 127분 주기로 달 궤도를 돌며, 탐사 활동을 진행하고 있다고 중국국가항천국이 발표하였다.
2007년 11월 26일 중국국가항천국은 창어 1호가 전송한 달 표면 흑백 사진을 공개하였으며
2009년 3월 1일 마지막 임무인 차기 달 탐사선 가동 및 달 착륙을 위한 정보 수집을 수행하기 위해 4시 13분 달표면에 충돌했다.

## 임무
- 달 표면 3D 이미지 제공
- 달 탐사체를 이용한 달표면의 화학성분 채취
- 달 극초단파 연구와 달의 표층 두께 측정

## 제원
- 주관: 중국국가항천국(CNSA, China National Space Administration)
- 발사일: 2007년 10월 24일
- 발사체: 창정 3A 로켓
- 중량: 2,350 kg
- 수명: 1년
- 개발비: 1,500억 원
- 탑재장비:
  - 스테레오 카메라: 160 m 해상도 (160 m X 160 m를 한 점으로 표시)
  - 간섭계
  - 영상장치와 감마/X-레이 분광기
  - 레이저 고도계
  - 극초단파 탐지장치
  - 고에너지 태양 입자 탐지장치
  - 저에너지 이온 탐지장치

## 같이 보기
- 창정 로켓
- 가구야 일본의 달 탐사선
- 찬드라얀 1호